# Krizousacorixa
Krizousacorixa is een geslacht van wantsen uit de familie van de Corixidae (Duikerwantsen). Het geslacht werd voor het eerst wetenschappelijk beschreven door Hungerford in 1930.

## Soorten
Het genus bevat de volgende soorten:

- Krizousacorixa azteca Jaczewski, 1931
- Krizousacorixa femorata (Guérin-Méneville, 1857)
- Krizousacorixa tolteca Jansson, 1979